# 91° westerlengte
91° westerlengte (ten opzichte van de nulmeridiaan) is een meridiaan of lengtegraad, onderdeel van een geografische positieaanduiding in bolcoördinaten. De lijn loopt vanaf de Noordpool naar de Noordelijke IJszee, Noord-Amerika, de Golf van Mexico, Midden-Amerika, de Grote Oceaan, de Zuidelijke Oceaan en Antarctica en zo naar de Zuidpool.
De meridiaan op 91° westerlengte vormt een grootcirkel met de meridiaan op 89° oosterlengte. De meridiaanlijn beginnend bij de Noordpool en eindigend bij de Zuidpool gaat door de volgende landen, gebieden of zeeën. 
| Land, gebied of zee                  | Nauwkeurigere gegevens |
| ------------------------------------ | --- |
| Noordelijke IJszee                   | |
| Canada                               | Nunavut - Ellesmere Island, Axel Heibergeiland, Graham Island, Buckingham Island, Devoneiland                                                                |
| Parrykanaal                          | |
| Canada                               | Nunavut - Somerseteiland |
| Prince Regent Inlet, Gulf of Boothia | |
| Canada                               | Nunavut |
| Hudsonbaai (dwarst Marble Island)    | |
| Canada                               | Manitoba, Ontario |
| Verenigde Staten                     | Minnesota |
| Bovenmeer                            | |
| Verenigde Staten                     | Wisconsin, Iowa, Illinois, Iowa, Illinois, Missouri, Arkansas, Mississippi, Arkansas, Mississippi, Louisiana, Mississippi, Louisiana, Mississippi, Louisiana |
| Golf van Mexico                      | |
| Mexico                               | Campeche, Tabasco |
| Guatemala                            | Petén |
| Mexico                               | Chiapas |
| Guatemala                            | Quiché, Chimaltenango, Escuintla |
| Grote Oceaan                         | |
| Ecuador                              | Isabela (Galapagoseilanden) |
| Grote Oceaan                         | |
| Zuidelijke Oceaan                    | |
| Antarctica                           | Niet-toegeëigend gebied in Antarctica |